# Dugald Baird
Dugald Baird (* 16. November 1899 in Beith; † 7. November 1986 in Edinburgh) war ein schottischer Arzt für Gynäkologie, Geburtshilfe und Reproduktionsmedizin und Regius Professor an der University of Aberdeen.

## Leben
Dugald Baird wurde in Beith als ältester von drei Jungen und einer Tochter seiner Mutter May und seines Vaters David Baird, Leiter der Wissenschaftsabteilung der Greenock Academy, geboren. Nach Abschluss an der Greenock Academy wollte sich Baird sofort zum Militärdienst im Ersten Weltkrieg melden. Er wurde aber wegen seines Alters abgewiesen und studierte stattdessen an der University of Glasgow, wo er 1922 mit Bachelor of Medicine (M.B.) und Bachelor of Surgery (Ch.B.) abschloss. Er setzte seine Ausbildung an der Universität Straßburg fort. 1934 promovierte er in Glasgow mit Auszeichnung und wurde mit der begehrten Bellahouston Gold-Medaille für den besten Doktoranden des Jahrgangs ausgezeichnet. 1935 wurde er zum Fellow des Royal College of Obstetricians and Gynaecologists gewählt.
Seine erste Anstellungen hielt er am Glasgow Royal Maternity and Women’s Hospital, an der Glasgow Royal Infirmary und am Glasgow Royal Cancer Hospital. Daneben assistierte er dem Professor des Muirhead Chair of Obstetrics and Gynaecology an der Universität Glasgow.
Er war schon als furchtloser Forscher in einem konservativen Berufsfeld bekannt, als er 1937 zum Regius Professor of Obstetrics and Gynaecology an der University of Aberdeen berufen wurde. Diese Professur hielt er bis zu seiner Emeritierung 1965.
Bairds Ansatz an die Behandlung wurde stark durch seine Erfahrungen als Medizinstudent in den Slums von Glasgow geprägt. In Glasgow, der größten und katholischsten der schottischen Städte konnte Baird die Folgen von höchst restriktivem Zugang zu Empfängnisverhütungsmitteln  und Schwangerschaftsabbrüchen beobachten. Zeit seines Lebens erinnerte er sich an die abstoßenden Lebensbedingungen, den Fatalismus der zu früh gealterten Mütter und die hohe Sterblichkeit unter Kindern wie unter Müttern sowie die rachitischen und apathischen Kinder. Die Beobachtungen sollten sein späteres Leben bestimmen.
Später erregte die Diskrepanz zwischen Gesundheit und Reproduktionserfolg zu Frauen mit guter medizinischer Versorgung seine Aufmerksamkeit. Seine Frustration mit der konservativem Verwaltung der Stadt, die ihn in einem Fall dazu brachen, einen Priester im Nacken zu packen und ihn die Treppe hinab bis zum Ausgang zu führen und ihn aus dem Krankenhaus hinauszuwerfen, waren sicher Faktoren, die ihn Glasgow verlassen ließen.
Seinen Wechsel nach Aberdeen betrachtete er als eine gute Gelegenheit, seine Theorien zum Einfluss sozialer Faktoren auf die Mütter und Kinder näher zu erforschen. Das Klima in der Stadt war liberaler, die politische und medizinische Infrastruktur zwar schlechter als in Glasgow, aber für seine Zwecke ausreichend geeignet. Und Baird brachte den Willen mit, die Infrastruktur deutlich zu verbessern. Die Bevölkerung war stabil und wenig mobil, so dass er den Lebenslauf der Mütter ohne großen Aufwand verfolgen konnte. So machte sich Baird daran, mit zuverlässigen Daten zu forschen.
Der Zweite Weltkrieg machte die Notwendigkeit seine Arbeit noch sichtbarer und Baird konzentrierte sich auf belastbare Datenarbeit. Als 1948 der National Health Service gegründet wurde, gab er seine Praxis auf und konzentrierte sich vollends auf die Forschung. Ende der 1940er begab sich Baird auf Neuland, indem er Diätassistenten, Soziologen, Psychologen und Statistiker in seiner Abteilung aufnahm, um seine Daten auszuwerten. Er überzeugte das Medical Research Council zur Unterstützung dieser interdisziplinären Forschung. Bairds Ziel war es nach eigenen Angaben, Frauen neben den durch Franklin D. Roosevelt formulierten vier Freiheiten (Four Freedoms) eine fünfte Freiheit hinzuzufügen, die „Freiheit vor übermäßiger Fruchtbarkeit“. Unterstützt wurde Baird durch seine Frau May Tennent, einer ebenso couragierten und durchsetzungsfähigen Ärztin, die ebenfalls das Elend Glasgows erlebt hatte.
So ermöglichtem die beiden in Zusammenarbeit mit lokalen Behörden allen Frauen in Aberdeen den Zugang zu Familienplanung. Er bot außerdem Schwangerschaftsabbrüche aufgrund sozialer Indikation an. Diese Entwicklung in Aberdeen sollte den Gesetzgebungsprozess in Großbritannien grundlegend beeinflussen. Das liberale Recht Schottlands ausnutzend, nahm Baird viele der Entwicklungen vorweg, die durch den 1967 Abortion Act des Vereinigten Königreichs kodifiziert wurden.
Zudem ermutigte er Frauen, die keine Kinder mehr haben wollten, sich sterilisieren zu lassen und überzeugte in Zusammenarbeit mit dem Simon Population Trust Chirurgen in Aberdeen, vermehrt Vasektomien durchzuführen. Gleichzeitig erreichte Aberdeen unter seiner Führung in der Versorgung von Geburten die besten Werte im vereinigten Königreich und einen der höchsten in Europa.
Der langfristige Denkansatz Bairds führte dazu, dass er die vermutlich erste Studie der Auswirkung der Schwangerschafts- und Geburtsumstände auf die mentale Kondition der Kinder durchführte. Seiner Meinung nach waren Tode durch Gebärmutterkarzinome unnötig und er führte als erster Massenscreenings in Großbritannien durch und stand damit Modell für die Nation. Baird diente in vielen Non-Profit-Organisationen, war Consultant für die World Health Organization und erwarb sich nicht nur durch diese Tätigkeiten internationale Anerkennung. Viele von Baird eingeführte Prozeduren und Vorgänge waren in seiner Zeit revolutionär. Heute sind sie in Großbritannien Selbstverständlichkeiten.
1965 setzte sich Baird zur Ruhe. Sein wichtigstes Werk, das Combined Textbook wurde von 1950 bis 1969 in neunzehn Auflagen veröffentlicht. Die von ihm begründete Aberdeen Maternity and Neonatal Databank (AMND) dient bis heute der Forschung und der Gesunderhaltung von Frauen.
In seiner Freizeit spielte Baird Rugby und in späteren Jahren Golf.

## Ehrungen
Baird wurde mit Ehren überhäuft, er wurde mit Ehrendoktorwürden der Universitäten Glasgow, Manchester, Wales, Aberdeen, Newcastle und Stirling geehrt. 1959 wurde Baird geadelt und 1966 wurde er gemeinsam mit der seiner Frau May (geb. Tennent) mit der „Freedom of the City of Aberdeen“ ausgezeichnet, einer Art Ehrenbürgerwürde. Ein Platz der Stadt trägt den Namen Dugald Baird Square, die Universität von Aberdeen bietet den Dugald Baird Conference Room für 60 Personen an und betreibt das Dugald Baird Centre in dem Forschung zur Gesunderhaltung von Frauen. Eine Plakette am 38 Albyn Place in Aberdeen erinnert and Dugal Baird. Im Andenken an Baird und seine Frau wird ein geplantes Krankenhaus in Aberdeen den Namen Baird Family Hospital tragen.

## Bibliografie

### Bücher
- 1936: The Upper Urinary tract in Pregnancy and Puerperium with special reference to Pyelitis of Pregnancy
- 1950: Combined Textbook of obstetrics and Gynaecology for students and Practititioners
- 1964: The physiology of human pregnancy
- 1966: Abortion in Britain
- 1968: Living with the pill and other methods of contraception

### Artikel
- 1952: Preventive medicine in obstetrics; New England Journal of Medicine, 1952, vol. 246, no. 15;